# 松澤智
松澤 智（まつざわ さとし、1927年（昭和2年）10月11日 - 2003年（平成15年）4月6日）は、日本の法学者。元日本大学法学部教授。元東京地裁判事。元TKC全国会最高顧問。専門は租税法。

## 経歴
静岡県立志太中学校（現藤枝東高等学校）を卒業後、日本大学法文学部に進学。1950年日本大学法文学部卒業。
弁護士・租税法学会理事、日本税法学会理事、日本公法学会会員、法務大臣官房訟務部付検事、国税不服審判所審判官、東京地方裁判所判事、日本大学法学部教授、政務税制調査会委員等を歴任。1997年TKC全国会会長。
東京地裁判事時代には、ロッキード事件の公判審理も担当をした。租税判例研究として従来からあった判例の解釈・解説に対して、憲法を基本に置いて判例研究と実践を行った北野弘久、会計と租税実務を基本に置いて緻密な論理を展開した松澤智の両名は1つの時代を築いたと言えるだろう。また、民間の会計・税務専門家集団であるTKC全国会の会長を務めた。2003年に肺炎のため逝去。享年75。
松澤智の直系第一弟子が、立正大学法学部教授の山下学（租税法務学会前理事長・常任顧問）。

## 著書

### 単著
- 『税務争訟の基礎知識 異議申立てから訴訟まで』中央経済社、1973年9月。
- 『租税実体法 法人税法解釈の基本原理』中央経済社、1976年2月。
  - 『租税実体法 法人税法解釈の基本原理』（増補版）中央経済社、1980年7月。
  - 『租税実体法 法人税法解釈の基本原理』（新版）中央経済社、1994年11月。ISBN 9784502736032。
  - 『租税実体法 法人税法解釈の基本原理』（新版補正版）中央経済社、1999年8月。ISBN 9784502775437。
  - 『租税実体法 法人税法解釈の基本原理』（新版補正第2版）中央経済社、2003年8月。ISBN 9784502913303。
- 『租税争訟法 異議申立てから訴訟までの理論と実務』中央経済社、1977年7月。
  - 『租税争訟法 異議申立てから訴訟までの理論と実務』（改訂版）中央経済社、1998年9月。ISBN 9784502768637。
  - 『租税争訟法 異議申立てから訴訟までの理論と実務』（改訂増補版）中央経済社、1999年9月。ISBN 9784502775536。
  - 『租税争訟法 異議申立てから訴訟までの理論と実務』（新版）中央経済社、2001年8月。ISBN 9784502790836。
- 『租税法の基本原理 租税法は誰のためにあるか』中央経済社、1983年1月。ISBN 9784481813236。
- 『税理士の職務と責任 期待される税理士像を求めて』中央経済社、1985年6月。ISBN 9784481814042。
  - 『税理士の職務と責任 期待される税理士像を求めて』（新版）中央経済社、1991年7月。ISBN 9784502714740。
  - 『税理士の職務と責任 期待される税理士像を求めて』（第3版）中央経済社、1995年7月。ISBN 9784502742347。
- 『租税手続法 租税正義実現のために』中央経済社、1997年9月。ISBN 9784502754524。
- 『コンピュータ会計法概論』中央経済社、1998年7月。ISBN 9784502766954。
- 『租税処罰法』有斐閣、1999年2月。ISBN 9784641128514。

### 共著
- 松澤智、井上弘通『租税実体法と処罰法 租税処罰法の基本理念とその展開』財経詳報社、1983年7月。ISBN 9784881770276。
- 黒澤清、飯塚毅、松澤智、武田隆二『職業会計人の新パラダイム』TKC出版、2003年1月。ISBN 9784924947337。

### 共編
- 小川英明・松澤智・今村隆 編『租税争訟』青林書院〈新・裁判実務大系 18〉、2005年6月。ISBN 9784417012337。
  - 小川英明・松澤智・今村隆 編『租税争訟』（改訂版）青林書院〈新・裁判実務大系 18〉、2009年2月。ISBN 9784417014812。

### 編著
- 『法律的視点からの法人税法の考察』中央経済社〈租税実体法の解釈と適用〉、1993年8月。ISBN 9784502725838。
- 『税法は争えば解釈が発展する』中央経済社〈租税実体法の解釈と適用 2〉、2000年9月。ISBN 9784502783234。

### 論文集
- 『松沢智先生古稀記念論文集 租税行政と納税者の救済』中央経済社、1997年10月。ISBN 9784502758539。